# Hadsundbroen
Hadsundbroen (deutsch die Hadsund-Brücke) ist eine rund 250 Meter lange Klappbrücke, die über den Mariagerfjord führt und Hadsund auf der dänischen Halbinsel Himmerland mit dem Süden der Stadt (in Ostjütland) verbindet. Über die vierspurige Straßenbrücke führt die Sekundærrute 507, eine Fernstraße, die zwischen Randers und Aalborg verläuft, und die dort von rund 10.000 Fahrzeugen täglich befahren wird (Stand 2009).

## Geschichte
Vorgänger der heutigen Hadsundbro war eine von 1902 bis 1904 gebaute, kombinierte Eisenbahn- und Straßenbrücke, über die die Bahnstrecke Aalborg–Hadsund führte. Da die Brücke bei durchfahrenden Zügen für Kraftfahrzeuge gesperrt wurde, erwies sich das 260 Meter lange Bauwerk als zu schmal für den zunehmenden Autoverkehr. 1972 wurde der Bau einer neuen Brücke beschlossen – bei gleichzeitiger Entfernung der alten Brücke. Pläne für eine Hochbrücke wurden damals verworfen, da einerseits zu hohe Baukosten befürchtet wurden und andererseits die Lokalbevölkerung das Wirtschaftsleben der Stadt gefährdet sah, falls der Verkehr um die Stadt herumgeleitet werden würde. Nach zweijähriger Bauzeit wurde die neue Brücke schließlich am 10. November 1976 in Anwesenheit der dänischen Königin Margrethe II. eröffnet. Ein jährliches Brückenfest sowie ein Kugellager der alten Brücke am Hadsunder Hafen soll heute noch an die Bedeutung der Brücke erinnern.